# 뤄셴
뤄셴(罗贤, 1985년 6월 1일 ~ )은 중국의 전직 스타크래프트 프로게이머이다. PNZLEGEND라는 아이디를 사용하며, 종족은 프로토스이다. SK텔레콤 T1 소속이었다.

## 선수 이력
2004년 샤쥔춘과 같이 SK텔레콤 T1에 입단하였다.
2006년 말 국내 선수 생활을 마치고 중국으로 돌아갔다.

## 수상 경력
- 2006년 WCG 2006 4위
- 2007년 IEF 2007 4위
- 2007년 CEG 2007 스타크래프트 부문 3위
- 2008년 WCG 2008 8강
- 2009년 PGL 시즌4 그랜드파이널 준우승
- 2010년 STX배 한중 스타크래프트 대회 준우승, WCG 2010 8강

## 같이 보기
- 샤쥔춘
- 임홍규